# Trisopsis indica
Trisopsis indica är en tvåvingeart som beskrevs av Grover 1962. Trisopsis indica ingår i släktet Trisopsis och familjen gallmyggor. Inga underarter finns listade i Catalogue of Life.